# Madame Hollywood (película)
Madame Hollywood (título original: Lady in Waiting) es una película estadounidense de drama y suspenso de 1994, dirigida por Fred Gallo, escrita por Dennis Manuel, musicalizada por Robert Ginsburg, en la fotografía estuvo Mark Vicente y los protagonistas son Michael Nouri, Robert Costanzo y Shannon Whirry, entre otros. El filme fue realizado por The Kushner-Locke Company y se estrenó el 7 de diciembre de 1994.

## Sinopsis
Un policía divorciado investiga los homicidios salvajes de prostitutas de alto nivel, se da cuenta de que el principal sospechoso es la nueva pareja de su exmujer.